# Foylebank
HMS Foylebank war ein britisches Frachtschiff, welches zu Beginn des Zweiten Weltkrieges zu einem Hilfs-Flugabwehrschiff der Royal Navy umgerüstet wurde. Es wurde auf der Werft von Harland & Wolff in Belfast gebaut und am 14. November 1930 als Handelsschiff mit dem Namen Andrew Weir in Dienst gestellt. Knapp neun Jahre lang diente das Schiff in der Folgezeit unter diesem Namen bei der irischen Bank Line.

## Umrüstung zum Flakschiff und Einsatz im Ärmelkanal
Im September 1939, kurz nach Kriegsausbruch, wurde die 5.582 BRT große Andrew Weir von der Royal Navy – als man erkannte, dass im gerade ausgebrochenen Krieg die Flugabwehrkapazitäten enorm wichtig sein würden – requiriert, in Foylebank umbenannt und ab dem Spätjahr 1939 bei Harland & Wolff in Belfast zu einem Flugabwehrschiff umgebaut. Dabei erhielt der ehemalige Frachter einen erhöhten Aufsatz auf dem Vorderdeck, welcher einen von insgesamt vier 10,2-cm-Doppeltürmen aufnahm und der knapp bis unter die Kommandobrücke reichte, eine Feuerleitanlage für die schwere Flak sowie acht 4,0-cm-Kanonen und acht schwere 12,7-mm-Maschinengewehre in zwei Vierlingslafetten. Zudem wurden die Mannschaftsquartiere umgebaut und erweitert. Die kriegsgemäße Besatzung bestand nun aus rund 320 Mann. Das neue Hilfs-Flakschiff wurde am 6. Juni 1940 in Dienst gestellt.
Bereits kurz nach ihrer Indienststellung verlegte die Foylebank in den Ärmelkanal, um dort die durch deutsche Luftangriffe arg bedrängten britischen Küstengeleitzüge zu beschützen. Ab dem 9. Juni 1940 war das Schiff in Portland einsatzbereit und sicherte in den folgenden vier Wochen drei Konvois entlang der britischen Südküste.

## Untergang
Am 4. Juli 1940 eskortierte die Foylebank, unter dem Kommando von Captain H. P. Wilson, zeitweise den aus 22 Schiffen bestehenden Küstengeleitzug OA-178, der von der Themse-Mündung über Portland nach Portsmouth lief und welcher am 3. Juli Southend-on-Sea verlassen hatte. Kurz vor dem Hafen von Portland verließ das Flakschiff den Konvoi und ging auf der Reede vor Anker.
Südlich von Portland wurde der Konvoi jedoch in den frühen Morgenstunden des 4. Juli von deutschen Schnellbooten und 33 Sturzkampfbombern Junkers Ju 87 des Sturzkampfgeschwaders 2 (Major Oskar Dinort) angegriffen. Gegen 8:25 Uhr, die Hälfte der Crew der Foylebank hatte sich gerade zum Frühstück zurückgezogen, meldete der Ausguck, dass eine größere Zahl von Flugzeugen im Anflug auf Portland sei. Während ein kleiner Teil der deutschen Flugzeuge die übrigen Schiffe des Konvois angriff, bombardierten 26 Junkers Ju 87 den Hafen und die Foylebank. Die Flak des Schiffes konnte zwar drei deutsche Flugzeuge abschießen, doch trafen zwischen 8:40 Uhr und 8:48 Uhr mindestens 22 Bomben, zumeist kleinere 50-Kilogramm-Bomben, das Schiff und setzten es in Brand. Durch Bordwaffenbeschuss erlitten die Bedienmannschaften der Flak zudem schwere Verluste. Die beiden 10,2-cm-Zwillingslaffetten A und B auf dem Vorschiff wurden bereits in den ersten Minuten der Attacke durch Volltreffer außer Gefecht gesetzt.
Der nur acht Minuten dauernde Angriff richtete erhebliche Schäden an, zerstörte fast alle Geschütze der Foylebank, verursachte mehrere starke Brände und tötete insgesamt 176 Crewangehörige des Schiffes. Obwohl Hafenfahrzeuge schnell zur Stelle waren und das Feuer an Bord bekämpften, konnte das Flakschiff nicht mehr gerettet werden. Es lief langsam voll Wasser und sank in den Mittagsstunden des 4. Juli 1940 auf ebenem Kiel. 122 Mann der Besatzung überlebten den Angriff, einige von ihnen schwer verwundet. Ein Verwundeter des Luftangriffs erlag noch am 8. Juli 1940 im Lazarett seinen Verletzungen.

## Jack F. Mantle
Für seinen Einsatz an Bord der Foylebank wurde dem 23 Jahre alten Leading Seaman Jack F. Mantle später posthum das Victoria-Kreuz verliehen: Mantle hatte bis zuletzt, obwohl ihm durch einen Bombeneinschlag das linke Bein abgerissen worden war, sein 4,0-cm-Geschütz bedient und war auf seinem Gefechtsstand geblieben. Er verblutete und starb kurze Zeit nach dem Ende des Angriffs. Dies war das erste und einzige Victoria-Kreuz, das im Zweiten Weltkrieg an einen Seemann in britischen Heimatgewässern vergeben wurde.

## Verbleib des Wracks
Das Wrack des Schiffes, dessen Masten aus dem Wasser ragten, lag in etwa 16 Metern Tiefe auf Grund vor dem Hafen von Portland und verblieb zunächst bis 1952 an der Untergangsstelle, ehe es nach und nach zerlegt und bis 1954 fast vollständig abgewrackt wurde.